# Dick Eve
Dick Eve (n. 19 martie 1901, City of Parramatta Council⁠(d), Noul Wales de Sud, Australia – d. 13 martie 1970, Concord⁠(d), Noul Wales de Sud, Australia) a fost un săritor în apă ce a reprezentat Australia, medaliat olimpic. A participat la o ediție a Jocurilor Olimpice (1924) în care a câștigat o medalie de aur.

## Participări
Lista de mai jos prezintă principalele competiții la care a participat Dick Eve de-a lungul carierei.
- diving at the 1924 Summer Olympics – men's plain high diving[*]